# Serranochromis janus
Serranochromis janus é uma espécie de peixe da família Cichlidae.
É endémica de Tanzânia.
Os seus habitats naturais são: rios, pântanos, lagos de água doce, marismas de água doce e deltas interiores.
Está ameaçada por perda de habitat.